# Johnny Grande
 (avril 2020).
Si vous disposez d'ouvrages ou d'articles de référence ou si vous connaissez des sites web de qualité traitant du thème abordé ici, merci de compléter l'article en donnant les références utiles à sa vérifiabilité et en les liant à la section « Notes et références ».
Pour les articles homonymes, voir Grande.
Johnny Grande (né John Andrew Grande le 14 janvier 1930 à South Philadelphia et mort le 3 juin 2006 à Clarksville) est le pianiste et l'un des membres fondateurs du groupe Bill Haley & His Comet.

## Implication dans le groupe
Johnny Grande joue dans le groupe dès sa création en 1952. Il joue également de l'accordéon quand un piano ne peut être placé dans la salle de concert. Il a joué la chanson la plus connue du groupe, Rock Around the Clock. Il quitte le groupe en 1974.

## Discographie
- 1956 : Rock 'n' Roll Stage Show
- 1957 : Rockin' the Oldies
- 1958 : Rockin' Around the World
- 1959 : Bill Haley's Chicks
- 1959 : Strictly Instrumental
- 1960 : Bill Haley and His Comets
- 1960 : Haley's Juke Box
- 1961 : Twist
- 1961 : Bikini Twist
- 1962 : Twist vol. 2
- 1962 : Twist en Mexico
- 1963 : Rock Around the Clock King
- 1963 : Madison
- 1963 : Carnaval de Ritmos Modernos
- 1964 : Surf Surf Surf
- 1966 : Whiskey a Go-Go
- 1966 : Bill Haley a Go-Go (re-recording)
- 1971 : Rock Around the Country
- 1973 : Just Rock 'n' Roll Music